# Julián García Centeno
Julián García Centeno OSA (* 22. Oktober 1933 in Sitrama de Tera) ist emeritierter Apostolischer Vikar von Iquitos.

## Leben
Julián García Centeno trat der Ordensgemeinschaft der Augustiner bei und empfing am 13. Juli 1958 die Priesterweihe. Johannes Paul II. ernannte ihn am 19. Juni 1989 zum Weihbischof in Iquitos und Titularbischof von Girus.
Der Apostolische Nuntius in Peru, Mario Tagliaferri, weihte ihn am 22. Oktober desselben Jahres zum Bischof; Mitkonsekratoren waren Gabino Peral de la Torre OESA, Apostolischer Vikar von Iquitos, und José Delicado Baeza, Erzbischof von Valladolid. 
Am 5. Januar 1991 wurde er zum Apostolischen Vikar von Iquitos ernannt und am 10. März desselben Jahres in das Amt eingeführt. Am 2. Februar 2011 nahm Papst Benedikt XVI. sein altersbedingtes Rücktrittsgesuch an.